# جان ملینکمپ
جان ملینکمپ (انگلیسی: John Mellencamp؛ زادهٔ ۷ اکتبر ۱۹۵۱) خواننده، آهنگساز، تهیه‌کننده موسیقی، گیتارنواز، و ترانه‌سرا اهل ایالات متحده آمریکا است. وی از سال ۱۹۷۶ میلادی تاکنون مشغول فعالیت بوده‌است.